# Mittlerer Landschitzsee
Mittlerer Landschitzsee är en sjö i Österrike.   Den ligger i förbundslandet Salzburg, i den centrala delen av landet, 220 km sydväst om huvudstaden Wien. Mittlerer Landschitzsee ligger 1 977 meter över havet.
I omgivningarna runt Mittlerer Landschitzsee växer i huvudsak blandskog. Runt Mittlerer Landschitzsee är det glesbefolkat, med 20 invånare per kvadratkilometer.